# 청년챔프단
청년챔프단(Youth Championship)은 한국사회공헌협회 산하 사회공헌 청년위원회 소속 전국단위 청년조직이다. 함께하라, 즐겨라, 주도하라(together, enjoy, lead&leader) 슬로건 아래 2018년 4월 28일 김선오가 초대 단장으로 임명되어 활동을 시작했다.2021년 3월 4일 부로 부산지회가 창설됐다.

## 목적
한국사회공헌협회가 청년이 사회공헌활동을 창작, 솔선, 주도하여 즐길 수 있도록 만든 인재 양성 플랫폼. 각양각색 전문가들의 재능기부를 통해 청년들이 사회적 리더로 거듭나게 하며, 본인이 가진 사회공헌 능력을 객관적 지표를 통해 측정.

## 구성 및 시스템
- 캠페인 기획 및 실행
- 전문가 멘토링
- 사회공헌데이(명사강연, 팀 간담회, 프레젠테이션 경연, 리크루팅, 레크레이션)
- 사회공헌어빌리티(개입려 성장지표)
- 청년미래학교
- 협회 사회공헌캠페인 참여

## 산하 팀(프로젝트)
- 커넥터스
- 화양연화
- 등대지기
- 홍익인간
- 싸라기별
- 전지적 청년시점
- PLUSV
- 하랑
- 위더스
- 데미안

## 활동
- 사회공헌 보고회[4]
- 빛솔콘서트[5]
- 지역아동센터 봉사활동[6]
- 워크샵[7]
- 체육대회[8]
- 발대식[9]
- 출범식[10]
- 들리나요 캠페인[11]
- 사랑의밥차 캠페인[12]
- 환경미화원 지원 캠페인[13]
- 보호종료아동 지원 캠페인[14]
- 보육원 지원 프로젝트[15]
- 엠제코 문화알리기 프로젝트[16]
- 티토링 프로젝트[17]